# Denis Duclos
Pour les articles homonymes, voir Duclos.
Denis Duclos, né le 24 mai 1947 à Neuilly-sur-Seine, est un sociologue français.
Membre du CNRS de Toulouse, dans le Laboratoire Interdisciplinaire Solidarité, Sociétés, Territoires (LISST)[Quand ?], il travaille sur les peurs sociétales et est l'auteur de plusieurs ouvrages sur ce sujet. Il est aussi l'auteur de plusieurs romans policiers et de fantasy.

## Biographie
Il commence sa carrière comme chercheur sur contrat au Centre de sociologie urbaine à partir de 1971. Il entre au CNRS en 1978, passe sa thèse d'État en 1987 à Sciences-Po Paris et devient directeur de recherche en 1995. Il dirige alors le groupe de recherche SORISTEC  (société et risques scientifiques et technologiques). Il dépend de la section de sciences politiques du Comité national, affilié au LISST à l'Université Toulouse II-Le Mirail dans l'équipe du Centre d'Anthropologie sociale. Il intervient dans les cours de l'École des hautes études en sciences sociales qui est l'un des établissements de rattachement du LISST. Il est habilité à diriger des thèses à Paris VII et Paris I. Il est également chercheur associé au groupe de recherche Éthique, Technologies, Organisations, Société (ETOS) de l'Institut Télécom. 

Denis Duclos intervient régulièrement dans Le Monde diplomatique depuis 1993. Il publie notamment l'article « Le spectre de l'Occident paralyse la pensée ».

### Intervention dans le débat d'idées
Denis Duclos intervient dans l'affaire Sokal en publiant une tribune le 3 janvier 1997 dans le journal Le Monde. Il attaque avec vigueur le professeur Sokal, un mathématicien new-yorkais dont il conteste l'intervention polémique, qu'il décrit comme cherchant à  parodier, à dénigrer, à piéger, à salir. Il considère que prendre au sérieux le canular de ce dernier n'a aucun sens, que la revue Social Text s'est laissé piéger par des erreurs en physique et que cette guerre psychologique n'empêche pas les questions sociales (..)[pas clair]d’avoir leur autonomie radicale dans le champ des sciences. Celles-ci deviennent de plus en plus patentes à mesure que la société mondiale est entraînée dans la crise générale, notamment du fait de la surpuissance technologique et de ses incidences incalculables.
Jean Bricmont lui répond à son tour dans Le Monde en affirmant que Sokal n'a pas piégé Social Science avec des « erreurs de physiques » mais avec une caricature de physique utilisant abusivement le lexique des sciences. Jean Bricmont complète son propos en rappelant que l'article de Sokal est un tissu de non-sens volontaires qui devraient choquer toute personne raisonnable.
Denis Duclos rappelle dans la même tribune que le canular, orchestré dans la presse américaine visait nombre de grands intellectuels français (dont Jacques Lacan, Maurice Blanchot, Jacques Derrida, ou Bruno Latour) et pouvait relever à ce titre d'un chauvinisme scientiste anti-européen et d'une conception autoritaire du débat d'idées ayant pour effet attendu de casser toute contestation intellectuelle raisonnable de l'enthousiasme technologiste et scientasmatique, dont on reconnait pourtant aujourd'hui les dangers.

### Romans
- 1999-2000 : Le Cycle de l'ancien futur, Rivages fantasy, repris en poches J'ai Lu[réf. nécessaire]
  1. Longwor, l'archipel-monde
  2. L'Épreuve des îles
  3. Pouvoirs et savoirs
  4. Translatador
- 2003 : Semur et le désordre mondial, Éditions Nykta.
- 2004 : Fra Diavolo (thriller provençal), Éditions le Passage.
- 2015 : Les Forêts de Boscione, Editions du Translatador.
- 2015 : L'Événement, Editions du Translatador.